# Lynchville
Lynchville is een gehucht (populated place, volgens de definitie van het US Census Bureau) in Oxford County in de Amerikaanse staat Maine.
De plaats is voornamelijk bekend om zijn wegwijzer met afstanden die op het eerste gezicht onlogisch lijken, maar bij nader inzien volstrekt kloppen, omdat plaatsen in Maine bedoeld worden, zoals Paris (Maine) ("Parijs", 15 mijl), of Norway (Maine) ("Noorwegen" 14 mijl).